# Хейз, Кевин
Кевин Патрик Хейз (англ. Kevin Patrick Hayes; 8 мая 1992, Бостон, Массачусетс) — американский профессиональный хоккеист, нападающий клуба НХЛ «Сент-Луис Блюз». Младший брат хоккеиста Джимми Хейза. Троюродный брат хоккеистов Тома Фицджеральда и Кита Ткачука.

## Игровая карьера
После окончания старшей школы Хейз был выбран на драфте НХЛ 2010 года под общим 24-м номером командой «Чикаго Блэкхокс», но, приняв решение получить высшее образование, Кевин поступил в Бостонский колледж по специальности «communications major» (специалист по связям с общественностью). После прохождения тренировочного лагеря 2010 года в составе «Блэкхокс» Хейз начал выступать в хоккейой команде колледжа в восточном дивизионе NCAA. Партнёром по звену для Кевина в течение всего периода обучения являлся будущий игрок НХЛ Джонни Гудро. По итогам сезона 2013/14 Хейз, Гудро и их партнёр по команде Майкл Мэтсон были включены в символическую пятёрку лучших игроков восточного дивизиона.
После окончания колледжа 14 августа 2014 года истёк срок прав «Блэкхокс» на подписание контракта новичка с Хейзом, и Кевин стал неограниченно свободным агентом. По словам агента игрока Роберта Мюррея, решение о возможной смене команды было принято в связи с укомплектованностью состава «Ястребов» и возможными проблемами с игровым временем Кевина. 20 августа Хейз подписал контракт с «Нью-Йорк Рейнджерс»; «Блэкхокс» получили в качестве компенсации выбор во втором раунде драфта 2015 года.
12 октября 2014 года Кевин дебютировал в НХЛ в матче против «Торонто Мейпл Лифс», в котором отыграл 14 минут 17 секунд с показателем полезности «минус 2». В первом же своём сезоне Хейз сумел стать игроком основного состава команды.
22 июля 2016 года Кевин продлил контракт с клубом сроком на два года на общую сумму $ 5,2 млн (2,6 млн в год).
30 июля 2018 года Кевин продлил контракт с клубом сроком на год на общую сумму $ 5,175 млн
Хейз неоднократно привлекался к играм за сборную США. В 2014 и 2017 году был участником чемпионатов мира. 16 мая 2017 года в последнем матче группового этапа отметился дублем в ворота сборной России в победном матче (5-3).

## Статистика
| Легенда | Легенда                    | Легенда | Легенда                   | Легенда | Легенда    |
| ------- | -------------------------- | ------- | ------------------------- | ------- | ---------- |
| И       | Количество проведённых игр | Штр     | Штрафное время            | +/−     | Плюс-минус |
| Г       | Голы                       | П       | Голевые передачи          | О       | Очки       |
| -       | Статистика неизвестна      | —       | Статистика не учитывалась |         |            |